# 아이아이아이
〈愛愛愛〉 (아이아이아이)는 9nine의 19번째 싱글이며 2016년 5월 3일에 SME Records로부터 발매되었다.

## 개요
전작「MY ONLY ONE」으로부터 약 9개월만에 발매되는 2016년 제 1탄 싱글이다.

## 수록곡
1. 아이아이아이/愛愛愛 [4:33]
  - 편곡: Markus Bogelund
2. 조금만 더 (あと少しだけ) [5:05]
  - 편곡：츠나미 코헤이
3. 파리나이(パリナイ) [3:39]
  - 편곡：츠나미 코헤이
4. 아이아이아이/愛愛愛（Instrumental）
5. 조금만 더 (あと少しだけ)（Instrumental）
6. 파리나이(パリナイ)（Instrumental）

## 초회특전
1. DVD
  - 초회생산한정판A
    1. 「愛愛愛」 Music Video

- 감독 : 타다 타쿠야 안무 : CHEW

1. - 「9nine Live Circuit 2015 파이널」@日比谷野外大音楽堂(히비야 야외 대음악당)（2015.7.18）라이브영상

- HAPPY 7 DAYS 카와시마 우미카 Edition (초회생산한정반 A)
- Cross Over 사타케 우키 Edition (초회생산한정반 B)
- Re: 무라타 히로나 Edition (초회생산한정반 C)
- SHINING☆STAR 요시이 카나에 Edition (초회생산한정반 D)
- With You/With Me 니시와키 사야카 Edition (초회생산한정반 E)

## 타이업
| 곡명   | 타이업                                      |
| ------ | ------------------------------------------- |
| 愛愛愛 | KTV・후지계 『니지이로 진』의 날씨 코너 BGM |